# Вейрак, Жан де
Жан де Вейрак (фр. Jean de Vayrac; род. 1664, Вейрак — 1734?) — французский аббат, долго проживший в Испании и оставивший её исторические описания.
Родился в исторической области Керси (Quercy), ныне департамент Ло. Пробыл более двадцати лет в разных частях Испании, откуда возвратился в Париж в 1710 году. По возвращении опубликовал ряд сочинений об Испании, её истории и современном автору положении; четырёхтомником «Нынешнее состояние Испании», как считается, руководствовался Виктор Гюго при написании пьесы «Рюи Блаз» (Ruy Blas, 1838). Выпустил также испанско-французский словарь и несколько публицистических работ. Кроме того, в переводе де Вейрака были изданы по-французски мемуары кардинала Гвидо Бентивольо.

## Труды
- «Нынешнее состояние империи» (L'état présent de l’empire, Париж, 1711);
- «История революций в Испании» (Histoire des révolutions d’Espagne, П., 1719, 4 тома)
- «Нынешнее состояние Испании» (Etat présent de l’Espagne, П., 1718, 4 тома)